# توکسوکارا
توکسوکارا نوعی انگل از خانواده کرم‌های گرد است. این انگل در بسیاری از حیوانات و همچنین در انسان قادر به ایجاد بیماری است. در سگ و گربه دو گونه از این انگل مشاهده شده‌اند که عبارتند از: توکسوکارا کتی و توکسوکارا کنیسس که هر دو می‌توانند سبب ایجاد بیماری شوند.
توکسوکاریازیس نام بیماری ای است که این انگل در انسان یا سگ و گربه تولید می‌کند. این بیماری از جمله‌ی بیماری‌های مشترک بین انسان و حیوانات خانگی از جمله سگ و گربه به شمار می‌رود.
توله سگها از طریق بند ناف در دوران جنینی و نیز از طریق خوردن شیر مادر پس از تولد آلوده می‌گردند. اما گربه‌ها فقط از طریق خوردن شیر مادر آلوده می شوند. این انگل نه تنها در سگ و گربه باعث بیماری می‌گردد، بلکه مهاجرت لارو انگل در بدن انسان خصوصاً بچه‌ها ایجاد بیماری می‌کند. در ایالات متحده آمریکا تخمین زده می‌شود که سالانه حدود هزار مورد از آلودگی به این انگل در انسان مشاهده شده‌است.

## راه‌های ابتلا
درصورت بلع تخم‌های عفونی توکسوکارا ممکن است آلوده شویم. تخم‌های عفونی توکسوکارا در خاک یا سایر سطوح آلوده وجود دارند. تخم این انگل می‌تواند تا دو سال یا بیشتر در خاک زنده بماند. حتی اگر در داخل منزل سگ یا گربه نداشته باشیم باز هم ممکن است این انگل در خاک وجود داشته باشد.

## روش‌های تشخیص
با پزشک در مورد احتمال وجود این انگل صحبت کنید. در صورت ضرورت انجام آزمایش‌های خاص مثبت تشخیص آلودگی ضروری است.

## روش‌های درمان
فرم احشایی آلودگی با داروهای ضد انگل که معمولاً همراه با داروهای ضد التهاب داده می‌شوند درمان می‌گردد.